# Le Mur invisible (film, 2012)
Pour les articles homonymes, voir Le Mur invisible.
Pour plus de détails, voir Fiche technique et Distribution.
Le Mur invisible (allemand : Die Wand) est un film germano-autrichien écrit et réalisé par Julian Pölsler et sorti en 2012.
Il s'agit de l'adaptation du roman homonyme de l'Autrichienne Marlen Haushofer, publié en 1963.
Il est sélectionné pour représenter l'Autriche aux Oscars du cinéma 2014 dans la catégorie meilleur film en langue étrangère.

## Synopsis
Une femme se rend avec des amis dans leur pavillon de chasse dans les Alpes autrichiennes. Seule alors que ses amis sont allés jusqu'au village voisin, la femme découvre rapidement qu'elle est au-delà de tout contact humain à cause d'un mystérieux et invisible mur qui isole la région où elle se trouve. Avec le chien de ses amis comme seul compagnon, deux chats, et une vache et son veau, elle découvre un monde élémentaire où règnent les lois de la nature, et passe ainsi trois années en isolement, apprenant à survivre. Le film se voit comme une ode à la nature et un conte philosophique.

## Fiche technique
- Titre : Le Mur invisible
- Titre original : Die Wand
- Titre international : The Wall
- Réalisation : Julian Pölsler
- Scénario : Julian Pölsler
- Photographie : Markus Fraunholz, Martin Gschlacht, Bernhard Keller, Helmut Pirnat, Hans Selikovsky et Richard Wagner
- Montage : Thomas Kohler et Bettina Mazakarini
- Production : Wasiliki Bleser, Rainer Kölmel, Antonin Svoboda et Bruno Wagner
- Sociétés de production : Coop99 Filmproduktion et Starhaus Filmproduktion
- Pays d’origine : Allemagne, Autriche
- Genre : Drame
- Langue : allemand
- Durée : 108 minutes
- Dates de sortie :
  -  Allemagne : 12 février 2012 (Berlinale 2012) ; 11 octobre 2012 (sortie nationale)
  -  France : 13 mars 2013

## Distribution
- Martina Gedeck : la femme (Die Frau)
- Wolfgang Maria Bauer : l'homme (Der Mann)
- Ulrike Beimpold : Luise
- Karlheinz Hackl : Hugo
- Julia Gschnitzer : Keuschlerin
- Hans-Michael Rehberg : Keuschler

## Distinctions

### Récompenses
- Festival international du film de Berlin 2012 : Prix du jury œcuménique (sélection « Panorama »)

### Nominations
- Festival international du film de Palm Springs 2014